# Calabrone Verde
Il Calabrone Verde (The Green Hornet) è un personaggio ideato da George W. Trendle e Fran Striker per un serial radiofonico statunitense del 1936, con la voce di Al Hodge. Si tratta di un combattente del crimine che conduce una doppia vita: ufficialmente è un editore di un giornale ma segretamente combatte il crimine indossando una maschera ed un vestito verde, avvalendosi dell'aiuto dell'asiatico Kato. Grazie al suo giornale, il Calabrone Verde poteva far risaltare le sue imprese, gonfiando a dovere la sua vera forza, e aumentando la sua reputazione come boss criminale. In questo modo poteva infiltrarsi nelle bande criminali e distruggerle dall'interno. Il personaggio è un prototipo dei supereroi mascherati che qualche anno più tardi domineranno le riviste a fumetti.
Il suo debutto radiofonico è del 31 gennaio 1936 e in seguito è apparso in più media, tra cui un serial cinematografico, una serie televisiva e diversi albi a fumetti a partire dagli anni quaranta fino ad arrivare ai giorni nostri. La casa editrice statunitense che ne detiene i diritti per l'editoria a fumetti è la Dynamite Entertainment.

## Serial cinematografico
Nel 1940 è stato protagonista del serial cinematografico della Universal Pictures The Green Hornet in 13 episodi per 258 minuti. La data della première cinematografica è stata il 9 gennaio 1940. Sono passati 4 anni dal debutto radiofonico ed è questa la prima apparizione del personaggio in una storia sequenziale visiva.

## Serie televisiva
La serie TV Il Calabrone Verde (The Green Hornet) fu trasmessa dal 1966 al 1967 dal canale statunitense ABC e prodotta per una singola stagione. È rimasta nota per aver reso celebre l'attore Bruce Lee nel ruolo di Kato, l'assistente del protagonista (interpretato da Van Williams).
Spesso gli episodi affrontano temi quali la mafia, le triadi, la droga.

## Cinema
Il personaggio è protagonista di Le frelon vert, un cortometraggio del 2006 scritto e diretto da Aurélien Poitrimoult.
Il 28 gennaio 2011 è uscito in Italia il primo lungometraggio sul personaggio, The Green Hornet, diretto dal francese Michel Gondry per la Sony Pictures Entertainment, con Seth Rogen nel ruolo di Brit Reid / Calabrone Verde, Jay Chou nel ruolo di Kato e Cameron Diaz nel ruolo di Lenore Case, mentre è stato lo stesso protagonista Seth Rogen assieme a Evan Goldberg ad occuparsi della sceneggiatura.

## Altre apparizioni
Kato (Bruce Lee) e il Calabrone verde (Van Williams) hanno fatto alcune divertenti apparizioni nella serie televisiva degli anni sessanta Batman con Adam West.

## Fumetti

### Golden Age (1938-1951)
Il personaggio anticipa di un paio d'anni la grande diffusione dei supereroi avvenuta a livello fumettistico nel periodo denominato Golden Age, iniziato ufficialmente nel 1938 con la creazione di Superman. Nonostante ciò ne anticipa alcune caratteristiche fondamentali quali:
- La doppia identità: solo poche persone sono a conoscenza del fatto che dietro il combattente del crimine Green Hornet si nasconda il proprietario/editore del giornale Sentinel.
- Quando combatte il crimine indossa una maschera, un cappello e una giacca verde. Si tratta di un costume che lo identifica come il combattente del crimine chiamato Calabrone Verde. L'identificazione tra la sua azione come vigilante e il costume che indossa è molto simile a quella che trasforma Bruce Wayne in Batman, l'Uomo Pipistrello, ma quest'ultimo verrà creato da Bob Kane solo nel 1939[5], tre anni dopo il debutto di Green Hornet.
- La presenza di Kato come suo aiutante nel combattere il crimine di fatto crea un duo caratterizzato da un leader/protagonista (Green Hornet) e un aiutante in secondo piano (cioè Kato) che nei fumetti è in genere chiamato sidekick. A partire dal 1940 sarà presente anche nei fumetti di Batman con la figura di Robin[6].

Proprio per questa sua vicinanza al genere dei supereroi, Green Hornet diviene protagonista di una serie a fumetti a partire dal 1940 e pubblicata inizialmente dalla casa editrice Holyoke. La serie dura fino al 1949 cambiando però editore e titolo:
- Green Hornet Comics n. 1-6 (dicembre 1940 - agosto 1941): viene pubblicata dalla Holyoke.
- Green Hornet Comics n. 7-33 (giugno 1942 - marzo 1947): viene pubblicata dalla casa editrice Harvey.
- Green Hornet Fights Crime n. 34-43 (giugno 1947 - gennaio 1949): cambia il titolo ma non l'editore.
- Green Hornet, Racket Buster n. 44-47 (marzo 1949 - settembre 1949): sono gli ultimi 3 numeri della serie Golden Age del personaggio. La casa editrice rimane la Harvey.

### Silver Age
Tra la fine degli anni cinquanta e l'inizio degli anni settanta si assiste ad un ritorno di interesse per i personaggi dei supereroi. La rete americana ABC sfrutta il particolare momento di popolarità dei combattenti mascherati per lanciare la serie televisiva The Green Hornet (1966 - 1967), resa celebre per la partecipazione di Bruce Lee nel ruolo di Kato. Si tenta anche un rilancio della serie a fumetti ad opera della casa editrice Gold Key ma l'operazione non ha molto successo e vede la pubblicazione di solo tre albi.

### Modern Age
Nel 1989 i diritti per la pubblicazione di fumetti sul personaggio vengono acquisiti dalla Now Comics. A partire dallo stesso anno inizia il lancio di diverse serie a fumetti fino al 1995, anno in cui lascia cadere i diritti. Grazie a questa operazione dell'editoria a fumetti, Green Hornet torna ad avere nuove storie su di lui realizzate dopo 22 anni. Il merito di mantenere vivo l'interesse sul Calabrone Verde ricade sui fumetti ma la grande crisi che colpisce il settore a metà degli anni novanta sembra condannare il combattente mascherato ad un altro periodo di oblio.

### Epoca contemporanea (2009-2010)
A partire dal 2009 i diritti per la pubblicazione di storie a fumetti sul personaggio vengono acquisiti dalla Dynamite Entertainment. Le prime pubblicazioni vengono distribuite a partire dal 2010.

#### Green Hornet Volume 1
Nel marzo 2010 viene lanciata una nuova serie regolare sul personaggio realizzata da Kevin Smith (Testi) - Phil Hester - Jonathan Lau (disegni). La storia si basa sulla sceneggiatura realizzata dallo stesso K.Smith per un film cinematografico. Questo script è però stato scartato dai produttori ed è quindi stato sviluppato dall'autore per i fumetti. Questa serie, che si svolge ai nostri giorni, vede il figlio del Green Hornet originale assumere il ruolo che era stato del padre. La nuova spalla sarà la figlia di Kato, anche lei esperta come il padre in arti marziali.
La pubblicazione viene anche pubblicizzata con il titolo di Kevin Smith's Green Hornet e nei mesi successivi viene seguita da innumerevoli altre miniserie legate al personaggio.

#### The Green Hornet: Year One
Si tratta di una miniserie che rivede le origini del primo Green Hornet (Britt Reid) e viene realizzata da Matt Wagner (testi) - Aaron Campbell (disegni). L'autore vuole riportare il personaggio alle sue caratteristiche originarie ma cercando di rinarrare le sue prime avventure con uno stile nuovo e moderno. Dice di ispirarsi al lavoro di Grant Morrison sulla serie All Star Superman. La data di copertina del primo numero è aprile 2010.

#### Kevin Smith's Kato
Spin-off della serie Green Hornet, Volume 1 di Kevin Smith. Ruota attorno alla figura del nuovo Kato, che in questa versione è di sesso femminile, e al misterioso personaggio conosciuto come Black Hornet. Gli autori sono Ande Parks (testi) - Alè Garza (disegni).

## Influenza culturale
Il personaggio di Kato, pur essendo una semplice "spalla" dell'eroe, ha conquistato nel tempo, specie nei paesi asiatici, fama internazionale paragonabile o superiore al personaggio principale:
- L'uomo passato alla storia per essere lo scroccone più dandy del mondo, l'attore Kato Kaelin, testimone nel processo ad O. J. Simpson, del quale appunto era inquilino "non pagante", ha scelto il suo pseudonimo proprio in omaggio al nome del personaggio interpretato da Bruce Lee nella serie televisiva del 1966
- Anche il personaggio di Kato della serie di film della Pantera rosa è basato sul personaggio del Calabrone verde.